# Кочетовский сумон
Кочетовский сумон — административно-территориальная единица (сумон) и муниципальное образование со статусом сельского поселения в Тандинском кожууне Тывы Российской Федерации.
Административный центр и единственный населённый пункт сумона — село Кочетово.

## Население
| 2017 | 2018 |
| ---- | ---- |
| 866  | ↗905 |